# Carebara

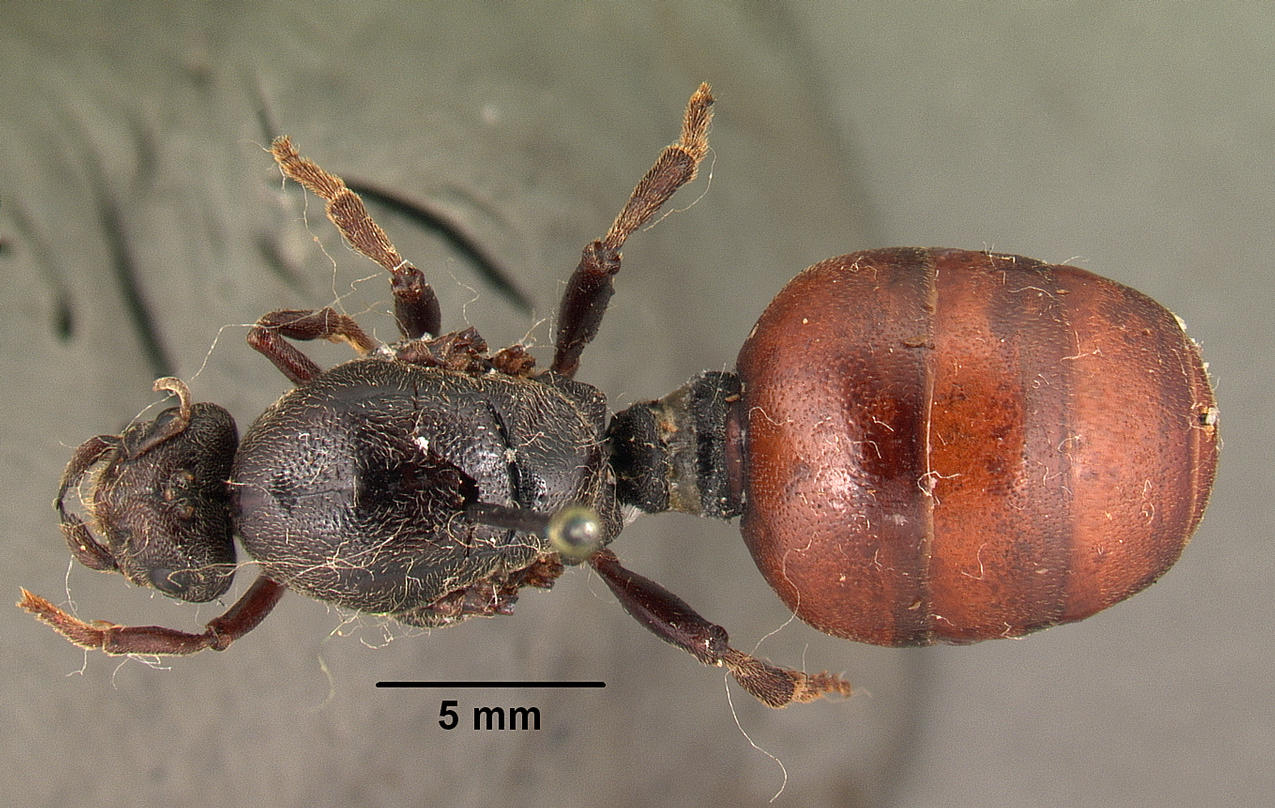
Матка Carebara vidua

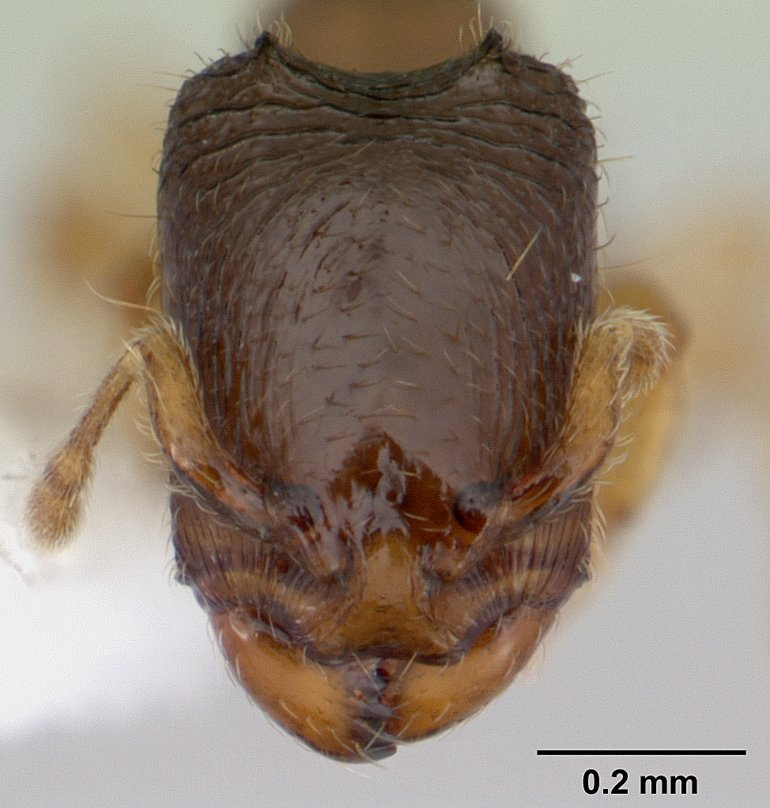
Голова Carebara intermedia

Carebara (лат.) — род мелких тропических муравьёв (Formicidae) из подсемейства Myrmicinae. Около 200 видов (с учётом синонимизации Oligomyrmex Mayr, 1867, и других таксонов). Включает самых мелких в мире муравьёв (ширина головы 0,21 мм, общая длина менее 1 мм).

## Распространение
Тропики Америки, Африки и Азии. Представители бывшего рода Oligomyrmex также известны и из умеренного пояса (Афганистан, Япония).

## Описание
Рабочие особи относятся к одним из самых мелких муравьёв (около 1 мм; 0,8—2,6 мм), в то время как их матки во много раз крупнее (около 15—20 мм). Обнаруживаются в термитниках. Усики рабочих 9 или 11-члениковые с булавой из 2 крупных члеников. Усики самок 10-члениковые (самцов 13-члениковые). Нижнечелюстные щупики состоят из 2 члеников (3 у самок), нижнегубные из 2. Представители бывшего рода Oligomyrmex имеют диморфичную касту рабочих с мелкими рабочими и крупными солдатами.

## Систематика
В 2004 году колумбийский мирмеколог Ф.Фернандес синонимизировал с Carebara несколько других родов (Oligomyrmex со 100 видами, Paedalgus с 10 видами, Afroxyidris с 1 видом). Относят к трибе Crematogastrini (ранее в Solenopsidini или Pheidologetonini). В 2014 году таксон Pheidologeton (около 30 видов) был также синонимизирован с Carebara. Выделено несколько видовых групп. Диморфичные касты (мелкие рабочие, крупные матки) характерны для групп  concinna, crigensis, lignata и escherichi. Глаза отсутствуют у рабочих группы lignata. Редукция усиков наблюдается от 11-члениковых (Pheidologeton), 11-9-члениковых (группа concinna) и 10 (группа crigensis), до 9-8 (группа escherichi) и 9-члениковых (группа lignata). Крупноголовые солдаты и мелкие рабочие с глазами есть у Pheidologeton и группы concinna, в то время как у группы  
lignata мелкие рабочие безглазые. Другие группы Carebara объединены исчезновением касты крупных солдат: группа alperti, группа lignata, группа crigensis (монотипическая) с мандибулами с двумя зубами и группа escherichi (ранее Paedalgus) с узкой головой и коротким проподеумом.
Проведённый в 2018 году молекулярно-филогенетический анализ трибы Crematogastrini позволил выделить в ней 10 родовых групп и род Carebara был включён в состав группы Carebara genus-group вместе с родами Diplomorium, Dicroaspis, Cyphoidris, Tetramorium, Rhopalomastix, Melissotarsus.

### Филогения
Источник
```
  |--
Adlerzia

--|
  |--|---
Machomyrma

     |
     |--|---
Pheidologeton

        |
        |---группа 
concinna

        |        
        |--|
           |-- группа 
alperti
 
           |-- группа 
crigensis

           |-- группа 
lignata

           |-- группа 
escherichi
 (
Paedalgus
)
```

### Синонимы
- Aeromyrma Forel
- Aeromyrmex Forel
- Afroxyidris Belshaw & Bolton
- Aneleus Emery [Типовой вид: Solenopsis similis Mayr, указан Wheeler (1911). Описан как подрод Pheidologeton Mayr.]
- Aeromyrma  Forel [Типовой вид: Aeromyrma nosindambo Forel, по монотипии]
- Crateropsis  Patrizi
- Erebomyrma  Wheeler
- Erebomyrmex  Wheeler
- Hendecatella  Wheeler
- Lecanomyrma  Forel
- Neoblepharidatta  Sheela & Narendran [младший синоним рода Oligomyrmex Mayr.]
- Nimbamyrma  Bernard
- Oligomyrmex  Mayr [Типовой вид: Oligomyrmex concinnus Mayr, по монотипии]
- Paedalgus  Forel [Типовой вид: Paedalgus escherichi, по монотипии]
- Pheidologeton Mayr, 1862
- Solenops  Karavaiev
- Spelaeomyrmex  Wheeler
- Sporocleptes  Arnold
- Parvimyrma

### Список видов
- Carebara aborensis (Wheeler, 1913)
- Carebara abuhurayri Sharaf & Aldawood, 2011
- Carebara acuta (Weber, 1952)
- Carebara acutispina (Xu, 2003)
- Carebara afghana (Pisarski, 1970)
- Carebara africana (Forel, 1910)
- Carebara alluaudi (Santschi, 1913)
- Carebara alperti Fernández, 2010
- Carebara alpha (Forel, 1905)
- Carebara altinoda (Xu, 2003)
- Carebara amia (Forel, 1913)
- Carebara ampla Santschi, 1912
- Carebara angolensis (Santschi, 1914)
- Carebara angulata Fernández, 2004
- Carebara anophthalma (Emery, 1906)
- †Carebara antiqua (Mayr, 1868)
- Carebara arabara Fernández, 2010
- Carebara arabica (Collingwood & Van Harten, 2001)
- Carebara armata (Donisthorpe, 1948)
- Carebara arnoldi (Forel, 1913)
- Carebara arnoldiella (Santschi, 1919)
- Carebara asina (Forel, 1902)
- Carebara atoma (Emery, 1900)
- Carebara audita Fernández, 2004
- Carebara bartrumi Weber, 1943
- Carebara bengalensis (Forel, 1902)
- Carebara beta (Forel, 1905)
- Carebara bicarinata Santschi, 1912
- Carebara bihornata (Xu, 2003)
- †Carebara bohemica (NovÃ¡k, 1877)
- Carebara borealis (Terayama, 1996)
- Carebara bouvardi (Santschi, 1913)
- Carebara brasiliana Fernández, 2004
- Carebara brevipilosa Fernández, 2004
- Carebara bruchi (Santschi, 1933)
- Carebara bruni (Forel, 1913)
- Carebara butteli (Forel, 1913)
- Carebara capreola (Wheeler, 1927)
- Carebara carinata Bharti & Kumar, 2013[6]
- Carebara castanea Smith, 1858
- Carebara coeca Fernández, 2004
- Carebara concinna (Mayr, 1867)
- Carebara convexa (Weber, 1950)
- Carebara coqueta Fernández, 2006
- Carebara colobopsis Hosoishi & Yamane, 2022
- Carebara cornigera (Forel, 1902)
- Carebara crassiuscula (Emery, 1900)
- Carebara cribriceps (Wheeler, 1927)
- Carebara crigensis (Belshaw & Bolton, 1994)
- Carebara curvispina (Xu, 2003)
- Carebara debilis (Santschi, 1913)
- Carebara dentata Bharti & Kumar, 2013[6]
- Carebara deponens (Walker, 1859)
- Carebara diabola (Santschi, 1913)
- Carebara diabolica (Baroni Urbani, 1969)
- Carebara distincta (Bolton & Belshaw, 1993)
- Carebara donisthorpei (Weber, 1950)
- Carebara elmenteitae (Patrizi, 1948)
- Carebara elongata Fernández, 2004
- Carebara erythraea (Emery, 1915)
- Carebara escherichi (Forel, 1911)
- Carebara fayrouzae Sharaf, 2013
- Carebara frontalis (Weber, 1950)
- Carebara globularia Fernández, 2004
- Carebara grandidieri (Forel, 1891)
- Carebara guineana Fernández, 2006
- Carebara hannya (Terayama, 1996)
- Carebara hornata Bharti & Kumar, 2013[6]
- Carebara hunanensis (Wu & Wang, 1995)
- Carebara inca Fernández, 2004
- Carebara incerta (Santschi, 1919)
- Carebara incierta Fernández, 2004
- Carebara infima (Santschi, 1913)
- Carebara intermedia Fernández, 2004
- Carebara jacobsoni (Forel, 1911)
- Carebara jeanneli (Santschi, 1913)
- Carebara jiangxiensis (Wu & Wang, 1995)
- Carebara junodi Forel, 1904
- Carebara khamiensis (Arnold, 1952)
- Carebara kofana Fernández, 2004
- Carebara laeviceps Liu & Zhong, 2024[8]
- Carebara lamellifrons (Forel, 1902)
- Carebara langi Wheeler, 1922
- Carebara latro (Santschi, 1937)
- Carebara leei (Forel, 1902)
- Carebara lignata Westwood, 1840
- Carebara longiceps (Santschi, 1929)
- Carebara longii (Wheeler, 1903)
- Carebara lucida (Santschi, 1917)
- Carebara lusciosa (Wheeler, 1928)
- Carebara madibai
- Carebara majeri Fernández, 2004
- Carebara manni (Donisthorpe, 1941)
- Carebara mayri (Forel, 1901)
- Carebara menozzii (Ettershank, 1966)
- Carebara minima (Emery, 1900)
- Carebara minuta Fernández, 2004
- Carebara mjobergi (Forel, 1915)
- Carebara mukkaliensis Bharti, Akbar & Aldawood, 2014
- Carebara nana (Santschi, 1919)
- Carebara nayana (Sheela & Narendran, 1997)
- Carebara nicotianae
- †Carebara nitida (Dlussky & Perkovsky, 2002)
- Carebara norfolkensis (Donisthorpe, 1941)
- Carebara nosindambo (Forel, 1891)
- Carebara nuda Fernández, 2004
- Carebara obtusidenta (Xu, 2003)
- Carebara octata (Bolton & Belshaw, 1993)
- Carebara oertzeni (Forel, 1886)
- Carebara oni (Terayama, 1996)
- Carebara osborni Wheeler, 1922
- Carebara overbecki (Viehmeyer, 1916)
- Carebara paeta (Santschi, 1937)
- Carebara panamensis (Wheeler, 1925)
- Carebara patrizii Menozzi, 1927
- Carebara paya Fernández, 2004
- Carebara perpusilla (Emery, 1895)
- Carebara peruviana (Emery, 1906)
- Carebara petulca (Wheeler, 1922)
- Carebara pilosa Fernández, 2004
- Carebara pisinna (Bolton & Belshaw, 1993)
- Carebara polita (Santschi, 1914)
- Carebara polyphemus (Wheeler, 1928)
- Carebara propomegata Bharti & Kumar, 2013[6]
- Carebara pseudolusciosa (Wu & Wang, 1995)
- Carebara punctata (Karavaiev, 1931)
- Carebara qianliyan Terayama, 2009
- Carebara raja (Forel, 1902)
- Carebara rara (Bolton & Belshaw, 1993)
- Carebara rectangulata Bharti & Kumar, 2013[6]
- Carebara rectidorsa (Xu, 2003)
- Carebara reina Fernández, 2004
- Carebara reticapita (Xu, 2003)
- Carebara reticulata Fernández, 2004
- Carebara robertsoni (Bolton & Belshaw, 1993)
  - (=Paedalgus robertsoni)
- Carebara rothneyi (Forel, 1902)
- Carebara rugata (Forel, 1913)
- Carebara sakamotoi Terayama, Lin & Eguchi, 2012
- Carebara sangi (Eguchi & Bui, 2007)
- Carebara santschii (Weber, 1943)
- Carebara sarasinorum (Emery, 1901)
- Carebara sarita (Bolton & Belshaw, 1993)
- Carebara satana (Karavaiev, 1935)
- Carebara sauteri (Forel, 1912)
- Carebara semilaevis (Mayr, 1901)
- Carebara sicheli Mayr, 1862
- Carebara silvestrii (Santschi, 1914)
- Carebara simalurensis (Forel, 1915)
- Carebara similis (Mayr, 1862)
- Carebara sinhala Fischer, Azorsa & Fisher, 2014
- Carebara sodalis (Emery, 1914)
- †Carebara sophiae (Emery, 1891)
- Carebara spinata Bharti & Kumar, 2013[6]
- Carebara stenoptera (Kusnezov, 1952)
- Carebara striata (Xu, 2003)
- Carebara sublatro (Forel, 1913)
- Carebara subreptor (Emery, 1900)
- Carebara sudanensis (Weber, 1943)
- Carebara sudanica Santschi, 1933
- Carebara sundaica (Forel, 1913)
- Carebara tahitiensis (Wheeler, 1936)
- Carebara taiponica (Wheeler, 1928)
- Carebara taprobanae (Forel, 1911)
- Carebara tenua Fernández, 2004
- Carebara terayamai Bharti, Akbar & Aldawood, 2014
- Carebara termitolestes (Wheeler, 1918)
  - (=Paedalgus termitolestes)
- Carebara thoracica (Weber, 1950)
- †Carebara thorali (Théobald, 1937)
- Carebara traegaordhi (Santschi, 1914)
- †Carebara ucrainica (Dlussky & Perkovsky, 2002)
- Carebara ugandana (Santschi, 1923)
- Carebara urichi (Wheeler, 1922)
- Carebara vidua Smith, 1858
- Carebara viehmeyeri (Mann, 1919)
- Carebara villiersi (Bernard, 1953)
- Carebara voeltzkowi (Forel, 1907)
- Carebara vorax (Santschi, 1914)
- Carebara weyeri (Karavaiev, 1930)
- Carebara wheeleri (Ettershank, 1966)
- Carebara wroughtonii (Forel, 1902)
- Carebara yamatonis (Terayama, 1996)

- Дополнения 2018 года (в 2018 году при изучении мирмекофауны Мадагаскара были описаны 21 новый вид; всего там 23 вида): C. bara, C. berivelo, C. betsi, C. creolei, C. demeter, C. dota, C. hainteny, C. hiragasy, C. jajoby, C. kabosy, C. lova, C. mahafaly, C. malagasy, C. omasi, C. placida, C. raberi, C. salegi, C. sampi, C. tana, C. tanana, C. vazimba[5].

### Carebara
Carebara в старом таксономическом объёме без учёта Oligomyrmex и других синонимизированных родов включал около 20 видов.
- Carebara ampla Santschi, 1912
  - Carebara ampla ampla Santschi, 1912
  - Carebara ampla cincta Santschi, 1926
  - Carebara ampla obscurithorax Santschi, 1926
  - Carebara ampla rugosa Santschi, 1928
- Carebara anophthalma (Emery, 1906)
- Carebara arnoldi (Forel, 1913)
- Carebara bartrumi Weber, 1943
- Carebara bicarinata Santschi, 1912
- Carebara castanea Smith, 1858
  - Carebara castanea augustata Santschi, 1920
  - Carebara castanea castanea Smith, 1858
- Carebara incerta Santschi, 1923
- Carebara junodi Forel, 1904
- Carebara langi Wheeler, 1922
- Carebara lignata Westwood, 1840
- Carebara mayri (Forel, 1901)
- Carebara osborni Wheeler, 1922
- Carebara patrizii Menozzi, 1927
- Carebara sicheli Mayr, 1862
- Carebara silvestrii Santschi, 1914
- Carebara sudanica Santschi, 1933
- Carebara vidua Smith, 1858
  - Carebara vidua fur Santschi, 1928
  - Carebara vidua vidua Smith, 1858
- Carebara winifredae Wheeler, 1922

### Pheidologeton
Pheidologeton в старом таксономическом объёме включал около 30 видов, распространённых в тропиках Старого Света (Африка, Азия от Индии до Новой Гвинеи, Австралия). Учитывая, что более столетия этот таксон рассматривался в обширной литературе, то ниже приводится их оригинальное написание. 
- Pheidologeton aberrans Santschi, 1937
- Pheidologeton affinis Jerdon, 1851
  - Pheidologeton affinis javana Emery, 1893
  - Pheidologeton affinis minor Emery, 1900
  - Pheidologeton affinis spinosior Forel, 1911
  - Pheidologeton affinis sumatrensis Forel, 1913
- Pheidologeton ceylonensis Forel, 1911
- Pheidologeton dentiviris Forel, 1913
- Pheidologeton diversus Jerdon, 1851
  - Pheidologeton diversus draco Santschi, 1920
  - Pheidologeton diversus fictus Forel, 1911
  - Pheidologeton diversus laotinus Santschi, 1920
  - Pheidologeton diversus macgregori Wheeler, 1929
  - Pheidologeton diversus philippinus Wheeler, 1929
  - Pheidologeton diversus standfussi Forel, 1911
  - Pheidologeton diversus taprobanae Smith, 1858
  - Pheidologeton diversus tenuirugosus Wheeler, 1929
  - Pheidologeton diversus williamsi Wheeler, 1929
- Pheidologeton hammoniae Stitz, 1923
- Pheidologeton hostilis Smith, 1858
- Pheidologeton kunensis Ettershank, 1966
- Pheidologeton latinodus Zhou & Zheng, 1997
- Pheidologeton maccus Wheeler, 1929
- Pheidologeton mayri Santschi, 1928
- Pheidologeton melanocephalus Donisthorpe, 1948
- Pheidologeton melasolenus Zhou Zheng, 1997
- Pheidologeton nanningensis Li & Tang, 1986
- Pheidologeton nanus Roger, 1863
- Pheidologeton obscurus Viehmeyer, 1914
- Pheidologeton petulens Santschi, 1920
- Pheidologeton pullatus Santschi, 1920
- Pheidologeton pungens Smith, 1861
- Pheidologeton pygmaeus Emery, 1887
  - Pheidologeton pygmaeus albipes Emery, 1893
  - Pheidologeton pygmaeus bugnioni Forel, 1915
  - Pheidologeton pygmaeus densistriatus Stitz, 1925
- Pheidologeton ruber Smith, 1860
- Pheidologeton rugiceps Heer, 1849 †
- Pheidologeton rugosus Karavaiev, 1935
- Pheidologeton schossnicensis Assmann, 1870 †
- Pheidologeton silenus Smith, 1858
- Pheidologeton silvestrii Wheeler, 1929
- Pheidologeton solitarius Stitz, 1910
- Pheidologeton transversalis Smith, 1860
- Pheidologeton trechideros Zhou & Zheng, 1997
- Pheidologeton varius Santschi, 1920
- Pheidologeton vespillo Wheeler, 1921
- Pheidologeton volsellata Santschi, 1937
- Pheidologeton yanoi Forel, 1912
- Pheidologeton zengchengensis Zhou, Zhao & Jia, 2006

## Палеонтология
Известно несколько ископаемых видов из Балтийского и Сицилийского янтарей, в том числе:
- †Carebara antiqua (Mayr, 1868) (=Aeromyrma antiqua (Mayr); Erebomyrma antiqua (Mayr); Oligomyrmex antiquus (Mayr); Pheidologeton antiquus Mayr)[11]
- †Carebara bohemica (Novák, 1877) (=Aeromyrma Bohemica (Novák); Oligomyrmex bohemicus (Novák); Pheidologeton Bohemicus Novák)[12]
- †Carebara nitida (Dlussky) (=Oligomyrmex nitidus Dlussky)
- †Carebara sophiae (Emery, 1891) (=Aeromyrma sophiae Emery; Oligomyrmex sophiae (Emery))[13]
- †Carebara thorali (Théobald, 1937) (=Erebomyrma thorali Théobald; Oligomyrmex thorali (Théobald))[14]
- †Carebara ucrainica (Dlussky, 2002) (=Oligomyrmex ucrainicus Dlussky, 2002)[15]
- †Pheidologeton rugiceps Heer, 1849
- †Pheidologeton schossnicensis Assmann, 1870